# Nhà thờ Chính tòa Thánh Nicôlaô ở Prešov
Nhà thờ Chính tòa Thánh Nicôlaô ở Prešov là một trong những nhà thờ cổ kính và quan trọng nhất ở Slovakia. Nhà thờ có tổng chiều dài là 54,7 mét và chiều rộng là 34,45 mét. Chiều cao của gian giữa giáo đường là 16 mét và của tháp nhà thờ là 71 mét. Nhà thờ được xây theo kiến trúc Hậu Gothic với ba gian giáo đường (chiều cao của các gian là bằng nhau). 

## Miêu tả
Tổng thể nhà thờ như một đại sảnh lớn được nối với một tòa đa giác ở cuối khu vực chính điện, bên trên là trần vòm (vault) Gothic tạo thành hình lưới và ngôi sao. Vị trí đứng của dàn hợp xướng cùng với trần vòm hình sao được nối liền với khu vực chính điện có vòm (arch) nhọn ở phía bắc. Về phía nam của dàn hợp xướng là một tòa đa giác có trần vòm hình sao. Mỗi một gian giáo đường lại có một đường vòm (arcade) được tách biệt riêng. Các đường vòm này được liên kết bởi các trụ đa giác lớn. Trần vòm của gian chính điện thì có khác biệt so với trần vòm ở các gian khác. Gian chính điện thì có trần vòm được tạo hình ngôi sao và mang phong cách Hậu Gothic. Riêng phần rầm chia (bracket) ở phía bắc của nhà thờ là vẫn còn được bảo tồn theo phong Gothic như ban đầu. Ngoài ra, nhà thờ vẫn còn những cửa sổ nguyên bản mang phong cách Gothic với những hoa văn và họa tiết xung quanh mỗi ô cửa. Bên cạnh đó, các cột trụ từ nhà thờ ban đầu vẫn được bảo tồn đến hiện tại. Điểm nổi bật nhất trong toàn bộ công trình nhà thờ chính là tòa tháp lớn. Tháp nhà thờ này được xây theo kiểu giả Gothic vào năm 1903, với trần vòm cao dựng đứng như kim tự tháp. Trên các góc của tòa tháp này là những tháp nhỏ được xây thêm để trang trí.
Tại phía nam nhà thờ có một cánh cổng mang phong cách Hậu Gothic. Trên cánh cổng là những hoa văn, họa tiết gợn sóng hình ngọn lửa, đúng kiểu điển hình Hậu Gothic. Cánh cổng dẫn đến một đại sảnh ở phía nam có trần vòm hình ngôi sao và được xây dựng vào năm 1509. Nhà thờ còn một cánh cổng khác nữa ở phía bắc, cổng này thì nhỏ hơn và cũng có cùng họa tiết như cánh cổng ở phía nam. Cổng phía bắc dẫn đên một cầu thang xoắn ốc đi lên nhà nguyện ở tầng hai. Riêng cổng chính của nhà thờ thì được trang hoang theo đúng chuẩn phong cách Gothic và từng được trùng tu vào thế kỷ 18.

## Bộ sưu tập

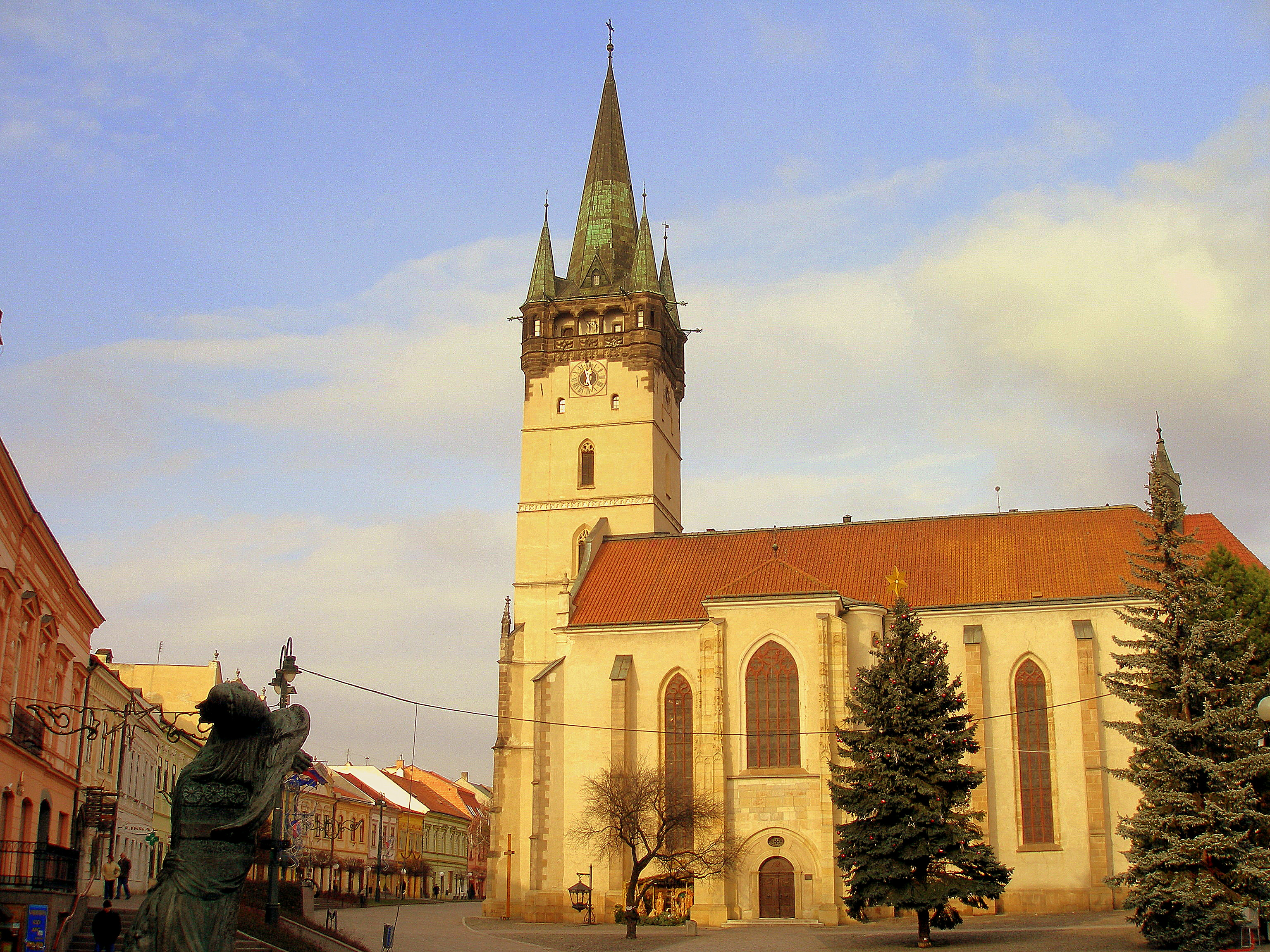
Quang cảnh nhà thờ nhìn từ phía ngoài
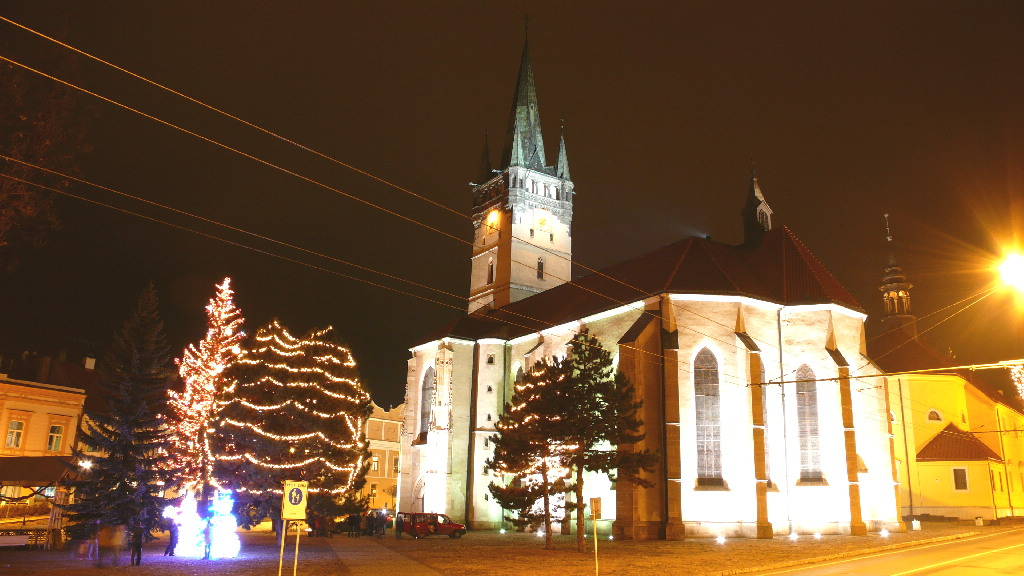
Nhà thờ vào ban đêm
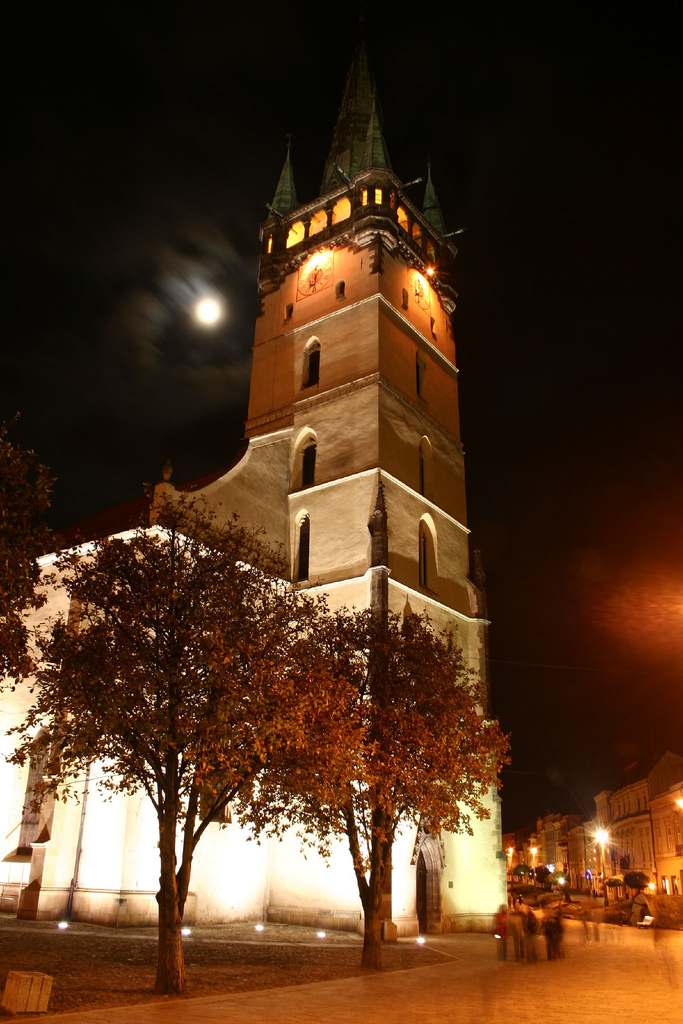
Tòa tháp lớn
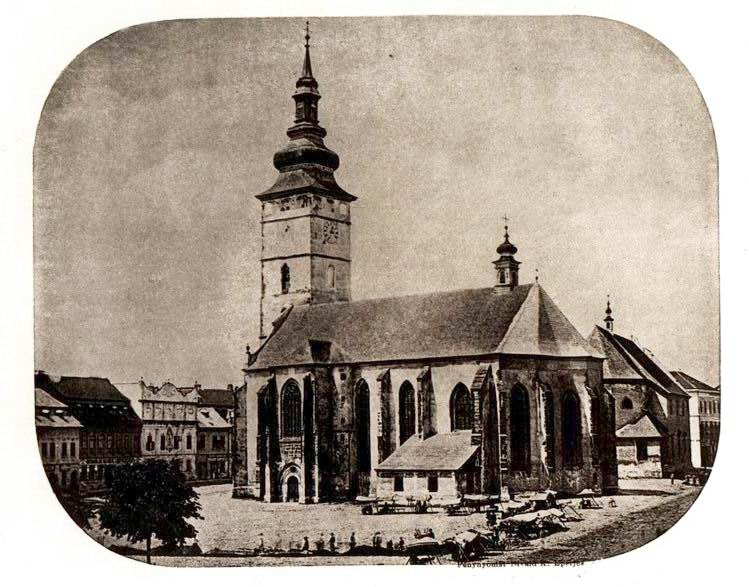
Nhà thờ vào thế kỷ 18
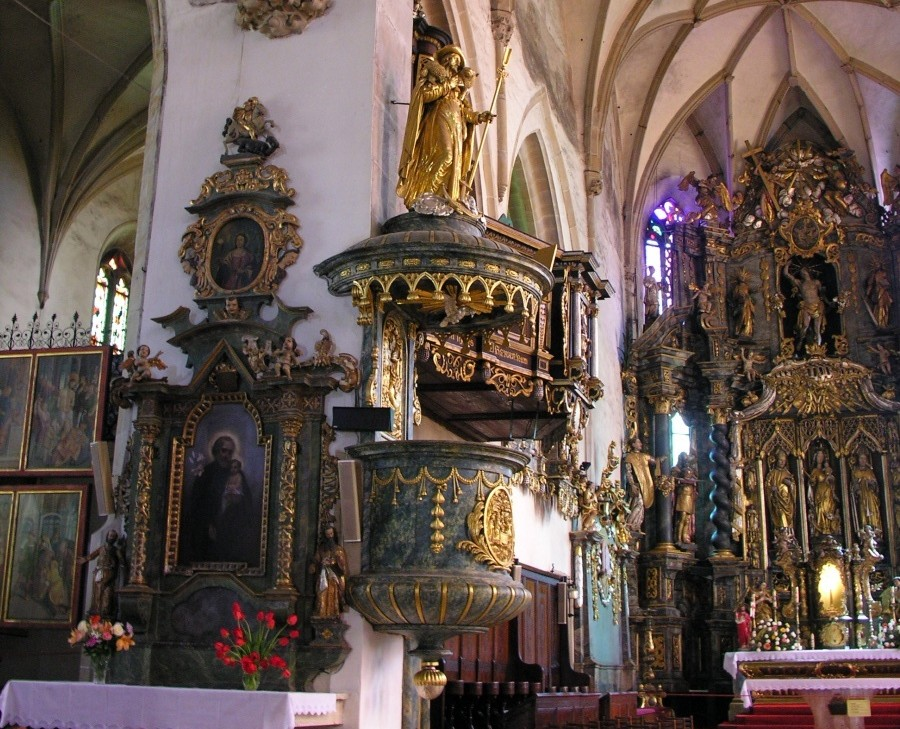
Bên trong nhà thờ
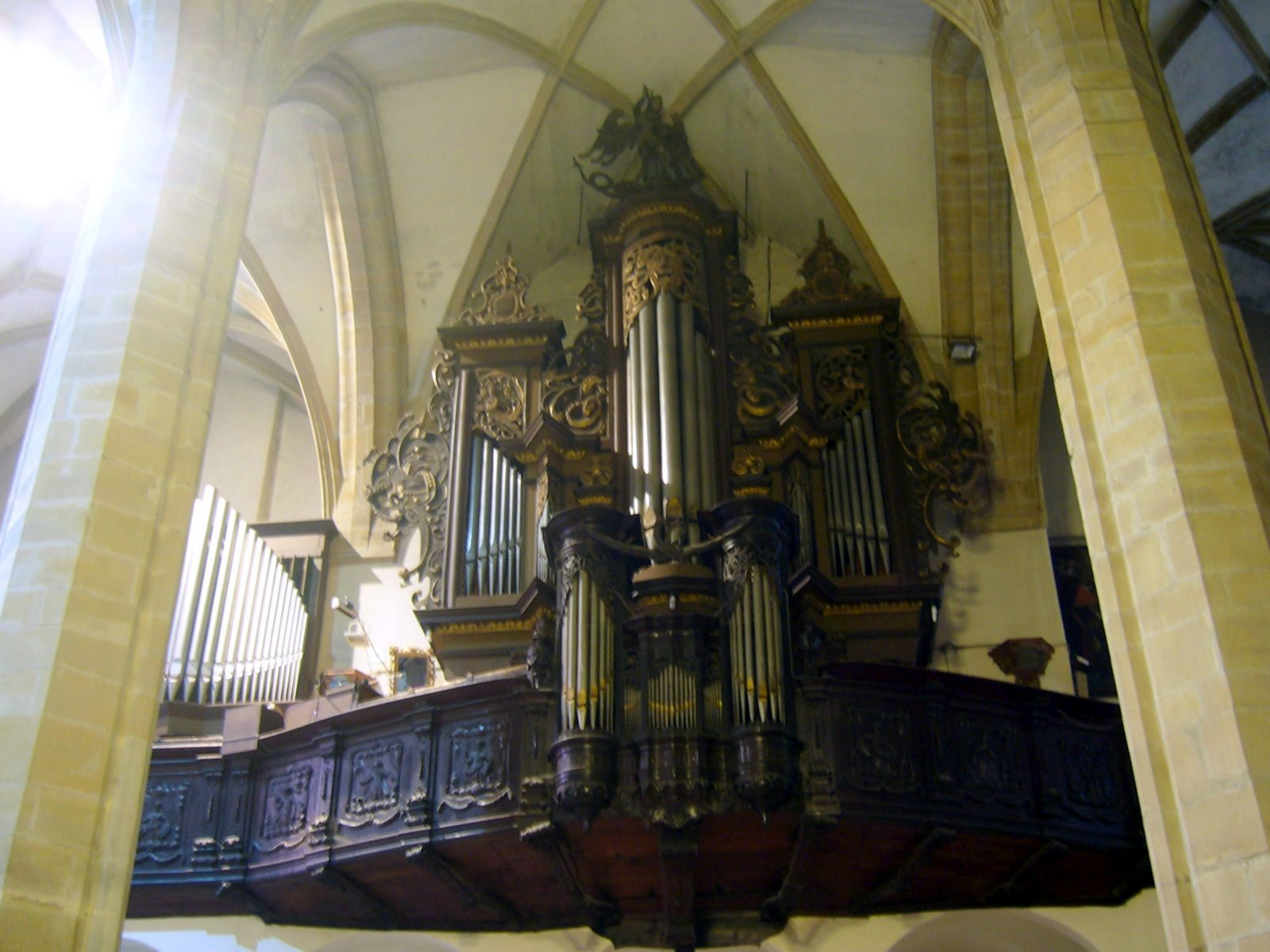
Đại phong cầm của nhà thờ
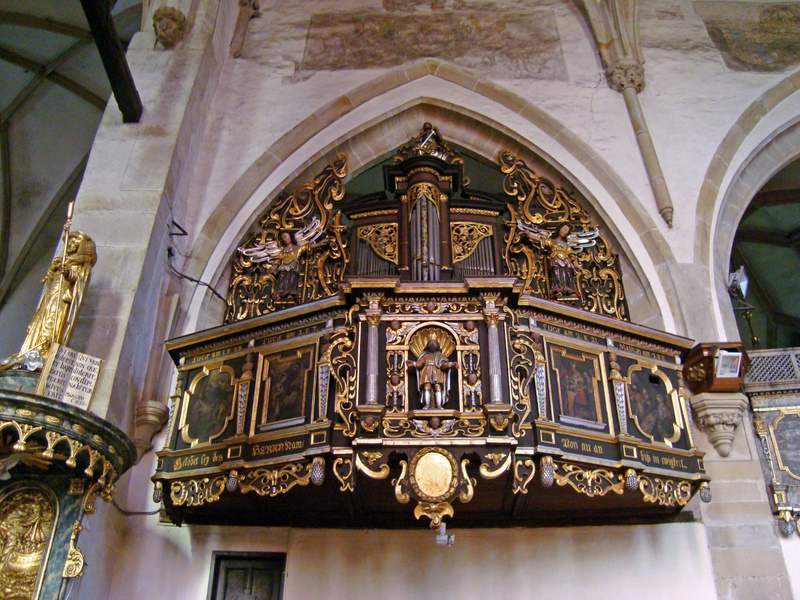
Đàn organ ống nhỏ của nhà thờ
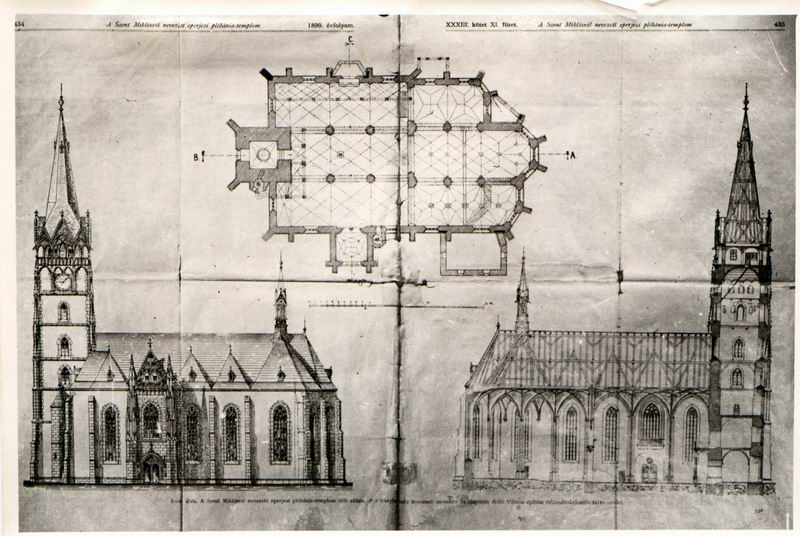
Sơ đồ thiết kế của nhà thờ